# Jesper Svensson
Jesper Svensson (* 2. August 1990 in Uddevalla) ist ein schwedischer Triathlet, Vizeweltmeister (2021) und amtierender Europameister auf der Triathlon-Langdistanz (2024). Er ist zweifacher Ironman-Sieger (2018) und wird geführt in der Bestenliste der Triathleten auf der Ironman-Distanz.

## Werdegang
Jesper Svensson startet für den Verein Uddevalla CK Triathlon. Im Juni 2017 wurde er im Rahmen der Challenge Herning in Dänemark Sechster auf der Mitteldistanz bei der Triathlon-Europameisterschaft.
Mit dem Ironman Brasil gewann er im Mai 2018 sein erstes Ironman-Rennen (3,86 km Schwimmen, 180,2 km Radfahren und 42,195 km Laufen).
Im Oktober gewann Svensson den Ironman Barcelona.

### ITU Vizeweltmeister Triathlon Langdistanz 2021
Im September wurde der damals 31-Jährige bei der Challenge Almere-Amsterdam ITU-Vizeweltmeister auf der Triathlon-Langdistanz und stellte mit seiner Zeit von 7:39:25 Stunden eine persönliche Bestzeit auf der Ironman-Distanz ein.
Beim Ironman Texas wurde Jesper Svensson im April 2022 Dritter und im September 2023 wurde er Vierter in Almere bei der Europameisterschaft auf der Langdistanz.

### ETU Europameister Triathlon Langdistanz 2021
2024 wurde der 34-Jährige im September in Almere ETU-Europameister Triathlon Langdistanz.

## Sportliche Erfolge
| Datum/Jahr    | Rang | Wettbewerb                                           | Austragungsort | Zeit     | Bemerkung                                                                 |
| ------------- | ---- | ---------------------------------------------------- | -------------- | -------- | ------------------------------------------------------------------------- |
| 5. Apr. 2025  | 13   | Challenge Sir Bani-Yas                               | Abu Dhabi      | 04:09:38 |                                                                           |
| 16. Juni 2024 | 3    | Challenge Gdansk                                     | Danzig         | 03:44:17 |                                                                           |
| 12. März 2021 | 6    | Ironman 70.3 Dubai                                   | Dubai          | 03:34:58 |                                                                           |
| 1. Jan. 2018  | 1    | SWE Middle Distance Triathlon National Championships | Schweden       | 03:44:44 |                                                                           |
| 29. Okt. 2017 | 2    | Ironman 70.3 Austin                                  | Austin         | 03:55:06 | Zweiter hinter Franz Löschke                                              |
| 10. Juni 2017 | 6    | ETU Middle Distance Triathlon European Championships | Herning        | 03:57:15 | Europameisterschaft auf der Mitteldistanz im Rahmen der Challenge Herning |
| 11. Sep. 2016 | 9    | Ironman 70.3 Rügen                                   | Binz           | 04:01:29 |                                                                           |
| 18. Juli 2015 | 6    | SWE Triathlon National Championships                 | Västerås       | 02:12:21 | hinter Gabriel Sandör                                                     |
| 9. Aug. 2014  | 6    | SWE Sprint Triathlon National Championships          | Malmö          | 01:07:39 |                                                                           |

| Datum/Jahr    | Rang | Wettbewerb                                                   | Austragungsort | Zeit     | Bemerkung                                                                                          |
| ------------- | ---- | ------------------------------------------------------------ | -------------- | -------- | -------------------------------------------------------------------------------------------------- |
| 17. Aug. 2025 | 3    | Ironman Copenhagen                                           | Kopenhagen     | 07:30:10 | persönliche Bestzeit auf der Ironman-Distanz                                                       |
| 15. Sep. 2024 | 1    | ETU Challenge Long Distance Triathlon European Championships | Almere         | 07:41:26 | im Rahmen der Challenge Almere-Amsterdam                                                           |
| 9. Sep. 2023  | 4    | ETU Challenge Long Distance Triathlon European Championships | Almere         | 07:54:34 | hinter Menno Koolhaas                                                                              |
| 7. Mai 2023   | 16   | ITU Long Distance Triathlon World Championships              | Ibiza          | 05:31:12 | Weltmeisterschaft auf der Triathlon-Langdistanz (3 km Schwimmen, 119 km Radfahren, 29,5 km Laufen) |
| 23. Apr. 2022 | 3    | Ironman Texas                                                | The Woodlands  | 08:08:54 | |
| 12. Sep. 2021 | 2    | ITU Long Distance Triathlon World Championships              | Almere         | 07:39:25 | Vizeweltmeister auf der Triathlon-Langdistanz                                                      |
| 2. Nov. 2019  | 8    | Ironman Florida                                              | Panama City    | 08:07:02 | |
| 12. Okt. 2019 | 37   | Ironman Hawaii                                               | Hawaii         | 09:00:53 | |
| 7. Juli 2019  | 2    | Challenge Roth                                               | Roth           | 08:02:20 | |
| 2. Dez. 2018  | 4    | Ironman Mar del Plata                                        | Mar del Plata  | 07:46:39 | Schwimmen auf 1,9 km verkürzt                                                                      |
| 7. Okt. 2018  | 1    | Ironman Barcelona                                            | Calella        | 08:05:56 | |
| 27. Mai 2018  | 1    | Ironman Brasil                                               | Florianópolis  | 08:08:07 | |

| Datum/Jahr    | Rang | Wettbewerb                 | Austragungsort            | Zeit     | Bemerkung                                       |
| ------------- | ---- | -------------------------- | ------------------------- | -------- | ----------------------------------------------- |
| 29. Sep. 2017 | 1    | Swimrun World Championship | Stockholmer Schärengarten | 07:58:06 | neuer Streckenrekord im Team mit Daniel Hansson |

(DNF – Did Not Finish)